# Justin Fontaine
Justin Carl Fontaine (* 6. November 1987 in Bonnyville, Alberta) ist ein ehemaliger kanadischer Eishockeyspieler, der im Verlauf seiner aktiven Karriere zwischen 2007 und 2020 unter anderem 216 Spiele für die Minnesota Wild in der National Hockey League (NHL) auf der Position des rechten Flügelstürmers bestritten hat. Darüber hinaus absolvierte Fontaine über 100 weitere Partien in der Kontinentalen Hockey-Liga (KHL).

## Karriere

### Jugend
Justin Fontaine begann in seiner Heimatstadt bei den Bonnyville Pontiacs mit dem Eishockeyspielen. Die Mannschaft spielt in der Alberta Junior Hockey League (AJHL) und somit auf zweithöchstem Niveau, unterhalb der Canadian Hockey League. In der Saison 2005/06 erzielte Fontaine dort 81 Scorerpunkte aus 50 Spielen und wurde zum Rookie des Jahres gekürt. Zudem nahm er an der World Junior A Challenge teil und gewann dort mit dem Team Canada West die Goldmedaille. Obwohl er auch in der folgenden Spielzeit eine ähnliche Statistik erreichte, reichte die zweitklassige AJHL nicht aus, um Fontaine für einen NHL Entry Draft interessant erscheinen zu lassen. Allerdings wählte man ihn im Jahre 2014 in die besten 50 Spieler der Geschichte der AJHL bzw. in die besten 10 AJHL-Spieler des Zeitraums 2004–2013.
In der Folge schrieb sich der Kanadier im Sommer 2007 an der University of Minnesota Duluth ein und spielte fortan für die Minnesota Duluth Bulldogs in der Western Collegiate Hockey Association (WCHA). Nach einem unterdurchschnittlichen Jahr als Freshman erlebte Fontaine seinen Durchbruch an der UMD in der Saison 2008/09. Mit den meisten Vorlagen im Team (33) hatte er maßgeblichen Anteil daran, dass die Bulldogs die WCHA-Playoffs und somit die Broadmoor Trophy gewannen. Ferner war es das erste von drei aufeinander folgenden Jahren, in denen der Angreifer sowohl ins All-Academic Team als auch ins Second All-Star Team der WCHA gewählt wurde. Der größte sportliche Erfolg gelang ihm mit dem Team in der Spielzeit 2010/11, als man die Meisterschaft (Frozen Four) der National Collegiate Athletic Association (NCAA) gewann und somit beste Universitäts-Mannschaft der Vereinigten Staaten wurde.

### NHL
Als einer der Leistungsträger der Bulldogs zog Fontaine nach diesem Erfolg auch die Aufmerksamkeit von Franchises der National Hockey League (NHL) auf sich, sodass er im April 2011 einen Einstiegsvertrag bei den Minnesota Wild unterzeichnete. Erwartungsgemäß gaben ihn die Wild vorerst an die Houston Aeros ab, ihr Farmteam aus der American Hockey League (AHL). In seiner ersten Profi-Saison trat Fontaine dort erneut als bester Vorlagengeber der Mannschaft (39) hervor. Nachdem er in der Folgesaison 2012/13 sogar bester Scorer der Aeros wurde, verlängerten die Minnesota Wild seinen auslaufenden Vertrag im Juli 2013 um ein Jahr.
Außerdem beriefen ihn die Wild mit Beginn der Spielzeit 2013/14 in ihr NHL-Aufgebot, wo Fontaine sich in der Folge einen Stammplatz erspielte und insgesamt auf 66 Einsätze kam. Darüber hinaus gelang Fontaine bereits im Januar seiner Debüt-Saison ein Hattrick gegen die Phoenix Coyotes. Als nun etablierter Stammspieler wurde sein Vertrag im Sommer 2014 um zwei weitere Jahre verlängert. Im Anschluss daran erhielt er keinen neuen Vertrag in Minnesota und schloss sich als Free Agent im Oktober 2016 den New York Rangers an. Dort verbrachte der Angreifer eine knappe halbe Saison ausschließlich beim Hartford Wolf Pack in der AHL, bevor ihn die Rangers zur Trade Deadline am 1. März 2017 im Tausch für Taylor Beck an die Edmonton Oilers abgaben. Im Franchise der Oilers lief er lediglich für deren Farmteam Bakersfield Condors auf, ehe sein Vertrag am Saisonende auslief.

### KHL und DEL
Fontaine wechselte im Juli 2017 als Free Agent zum belarussischen Klub HK Dinamo Minsk in die Kontinentale Hockey-Liga (KHL). Ein Jahr später, im Juli 2018, unterschrieb er einen Vertrag über ein Jahr Laufzeit beim Ligakonkurrenten Kunlun Red Star. Nach dessen Ende blieb der Kanadier bis zum Januar 2020 ohne Vertrag, ehe er in den Kölner Haien aus der Deutschen Eishockey Liga (DEL) einen neuen Arbeitgeber fand. Für die Haie absolvierte er bis zum Abbruch der Saison 2019/20 noch acht Partien und trat danach im professionellen Eishockey nicht mehr in Erscheinung.

## Erfolge und Auszeichnungen
| - 2006 AJHL Rookie of the Year - 2009 Broadmoor-Trophy-Gewinn mit der University of Minnesota Duluth - 2009 WCHA All-Academic Team - 2009 WCHA Second All-Star Team - 2010 WCHA All-Academic Team | - 2010 WCHA Second All-Star Team - 2011 WCHA All-Academic Team - 2011 WCHA Second All-Star Team - 2011 NCAA-Division-I-Championship mit der University of Minnesota Duluth |

### International
- 2006 Goldmedaille bei der World Junior A Challenge

## Karrierestatistik

### International
Vertrat Kanada bei:
- World Junior A Challenge 2006

(Legende zur Spielerstatistik: Sp oder GP = absolvierte Spiele; T oder G = erzielte Tore; V oder A = erzielte Assists; Pkt oder Pts = erzielte Scorerpunkte; SM oder PIM = erhaltene Strafminuten; +/− = Plus/Minus-Bilanz; PP = erzielte Überzahltore; SH = erzielte Unterzahltore; GW = erzielte Siegtore; 1 Play-downs/Relegation; Kursiv: Statistik nicht vollständig)